# Cord Mysegages
Cord Hermann Mysegages (Delmenhorst, 22 de marzo de 1968) es un jinete alemán que compitió en la modalidad de concurso completo.
Participó en los Juegos Olímpicos de Barcelona 1992, obteniendo una medalla de bronce en la prueba por equipos (con Herbert Blöcker, Ralf Ehrenbrink, Matthias Baumann). Ganó una medalla de bronce en el Campeonato Mundial de Concurso Completo de 1994, en la misma prueba.

## Palmarés internacional
| Juegos Olímpicos   | Juegos Olímpicos       | Juegos Olímpicos  | Juegos Olímpicos |
| Año                | Lugar                  | Medalla           | Categoría        |
| ------------------ | ---------------------- | ----------------- | ---------------- |
| 1992               | Barcelona (España)     | Medalla de bronce | Por equipos      |
| Campeonato Mundial |                        |                   |                  |
| Año                | Lugar                  | Medalla           | Categoría        |
| 1994               | La Haya (Países Bajos) | Medalla de bronce | Por equipos      |